# Ingeborg Cleeren
Ingeborg Berk-Cleeren is een voormalig Nederlands softballer.
Cleeren kwam uit in de hoofdklasse in het eerste damesteam van de Terrasvogels uit Santpoort. Ze was tevens lid van het Nederlands damessoftbalteam.  In 2001 was ze manager van het Nederlands jeugddamessoftbalteam dat uitkwam op de Koninkrijksspelen in Rotterdam. Daarna werkte ze als sportdocent aan het ROC van Amsterdam.